# Luis Regueiro Urquiola
Luis Regueiro Urquiola (* 22. Dezember 1943 in Mexiko-Stadt) ist ein ehemaliger mexikanischer Fußballspieler, der vorwiegend im Mittelfeld agierte. 
Zwischen August 2001 und Februar 2003 war Regueiro Urquiola 18 Monate lang Präsident des Fußballvereins Club Universidad Nacional und seit seinem Rücktritt von diesem Posten ist er als Generalberater für sportliche Angelegenheiten bei der Universidad Nacional Autónoma de México im Einsatz.
Luis Regueiro Urquiola ist der Sohn des spanischen Fußballspielers baskischer Abstammung, Luis Regueiro, der in den späten 1930er Jahren, bedingt durch den Ausbruch des Spanischen Bürgerkriegs, zusammen mit seinen Brüdern Pedro und Tomás nach Mexiko kam. 

## Leben

### Verein
Aus seiner aktiven Karriere ist bekannt, dass er zwischen 1963 und 1967 für die UNAM Pumas spielte, danach drei Jahre bei Necaxa im Einsatz war und anschließend zwei Jahre bei Deportivo Toluca unter Vertrag stand.

### Nationalmannschaft
Sein Debüt im Dress der mexikanischen Nationalmannschaft feierte Luis Regueiro am 11. Mai 1966 in einem Spiel gegen Chile, das mit 1:0 gewonnen wurde. Danach gehörte Manzo zwar auch zum mexikanischen WM-Kader 1966, kam dort allerdings nicht zum Einsatz. 
Sein einziges Länderspieltor erzielte er beim 3:1-Sieg gegen Chile am 27. August 1968. Sein letzter Länderspieleinsatz fand am 29. September 1968 gegen Äthiopien (3:0) statt. 